# Acraea cynthius
Acraea cynthius är en fjärilsart som beskrevs av Dru Drury 1782. Acraea cynthius ingår i släktet Acraea och familjen praktfjärilar. Inga underarter finns listade i Catalogue of Life.